# Nitro Boost Challenge
Nitro Boost Challenge is een computerspel dat werd uitgegeven door The Codemasters Software Company Limited. Het spel kwam in 1989 uit voor de Commodore Amiga en de Atari ST. In het spel bestuurt de speler een stuntman die per auto door vijf filmsets heen moet rijden. Het speelveld scrolt verticaal en wordt van bovenaf getoond. De speler kan schieten en moet onderweg diverse objecten ontwijken. Het level moet binnen een bepaalde tijd gehaald worden. De auto ontploft als deze te veel schade oploopt. Het spel is singleplayer en Engelstalig.

## Platforms
| Platform | Jaar |
| -------- | ---- |
| Amiga    | 1989 |
| Atari ST | 1989 |

## Ontvangst
| Beoordeeld door | Platform | Datum         | Score |
| --------------- | -------- | ------------- | ----- |
| Amiga Joker     | Amiga    | maart 1990    | 51%   |
| Power Play      | Atari ST | augustus 1989 | 23%   |